# Targowiska
Targowiska – wieś w Polsce położona w województwie podkarpackim, w powiecie krośnieńskim, w gminie Miejsce Piastowe.
W latach 1975–1998 miejscowość administracyjnie należała do województwa krośnieńskiego.

## Geografia
Miejscowość leży w dolinie potoku Olszyny. Osada niegdyś rozbudowana była wokół jeziorka, które dziś już nie istnieje.

## Części wsi
| SIMC    | Nazwa         | Rodzaj     |
| ------- | ------------- | ---------- |
| 0356731 | Dzielnice     | część wsi  |
| 0356748 | Górka         | część wsi  |
| 0356754 | Iwonicz       | część wsi  |
| 0351283 | Kolonia       | przysiółek |
| 0356760 | Koło Folwarku | część wsi  |
| 0356777 | Koło Skwarów  | część wsi  |
| 0356783 | Miasteczko    | część wsi  |
| 0356808 | Zalesie       | przysiółek |

## Historia
Najstarsze ślady bytowania człowieka na terenach dzisiejszej wsi sięgają czasów neolitu. Natrafiono tu także na znaleziska z epoki brązu, okresu rzymskiego i wczesnego średniowiecza.
Dzisiejsza osada po raz pierwszy wzmiankowana jest w dokumentach króla Kazimierza Wielkiego z 1365 roku. Była to osada handlowa o charakterze miejskim, określana jako oppidum – miasteczko. Wieś stanowiła własność królewską. W XV należała do Jasy Wrocha. Została kupiona przez Piotra Smolickiego starostę sanockiego, po nim przejął ją Jan Targowicki autor Rocznika- właściciel Żeglec. W kronikach Jana Długosza znajdują się zapisy, według, których należała również do Mikołaja z Tarnawy h. Sas. Należała do też Smolickich, Kalnicckich, Sieneńskich, Tomaszewskich, i w późniejszym okresie do Baranowskich.
W 1884 roku, po wybudowaniu linii kolei transwersalnej, w Targowiskach zbudowana została stacja kolejowa, która do lat 60. XX wieku nazywana była stacją Iwonicz (tu bowiem wysiadali kuracjusze jadący na leczenie do iwonickiego uzdrowiska). We wsi rozwinęły się w tym czasie usługi dorożkarskie, powstała restauracja i mały hotelik.
W dwudziestoleciu międzywojennym, na północnym obrzeżu, powstało lotnisko zapasowe dla lotniska krośnieńskiego.
W latach okupacji niemieckiej we wsi stacjonował oddział Luftwaffe, który ochraniał rozbudowane przez Niemców lotnisko – startowały z niego niemieckie bombowce na front wschodni. AK OP-15 w marcu 1944 r. zniszczyła im radiostację niemiecką na dworcu w Iwoniczu (Targowiska).
Z końcem sierpnia i z początkiem września 1944 r. Niemcy zmuszali tutejszych mieszkańców do kopania rowów i do budowy umocnień ziemnych na polach między lasem w Targowiskach a rzeczką Morwawą. Patrol Ignacego Muronia ps. Motor utrudniał prowadzenie tych robót przez ostrzeliwanie. Zmusiło to Niemców do rezygnacji z budowy tych umocnień.
Miejscowi wstępowali chętnie do AK, np. Stanisław Schabowski ps. Krok był łącznikiem i kolporterem prasy konspiracyjnej Po wkroczeniu Armii Czerwonej we wrześniu 1944 r. rozpoczęły się represje i został aresztowany przez UB oraz skazany na 5 lat więzienia. Aresztowano także Bolesława Sieniawskiego z Targowisk za nielegalną działalność.
Na lotnisku w Targowiskach w czerwcu 1997 roku wylądował śmigłowiec z papieżem Janem Pawłem II, z którego to udał się on z wizytą do Dukli i Krosna.

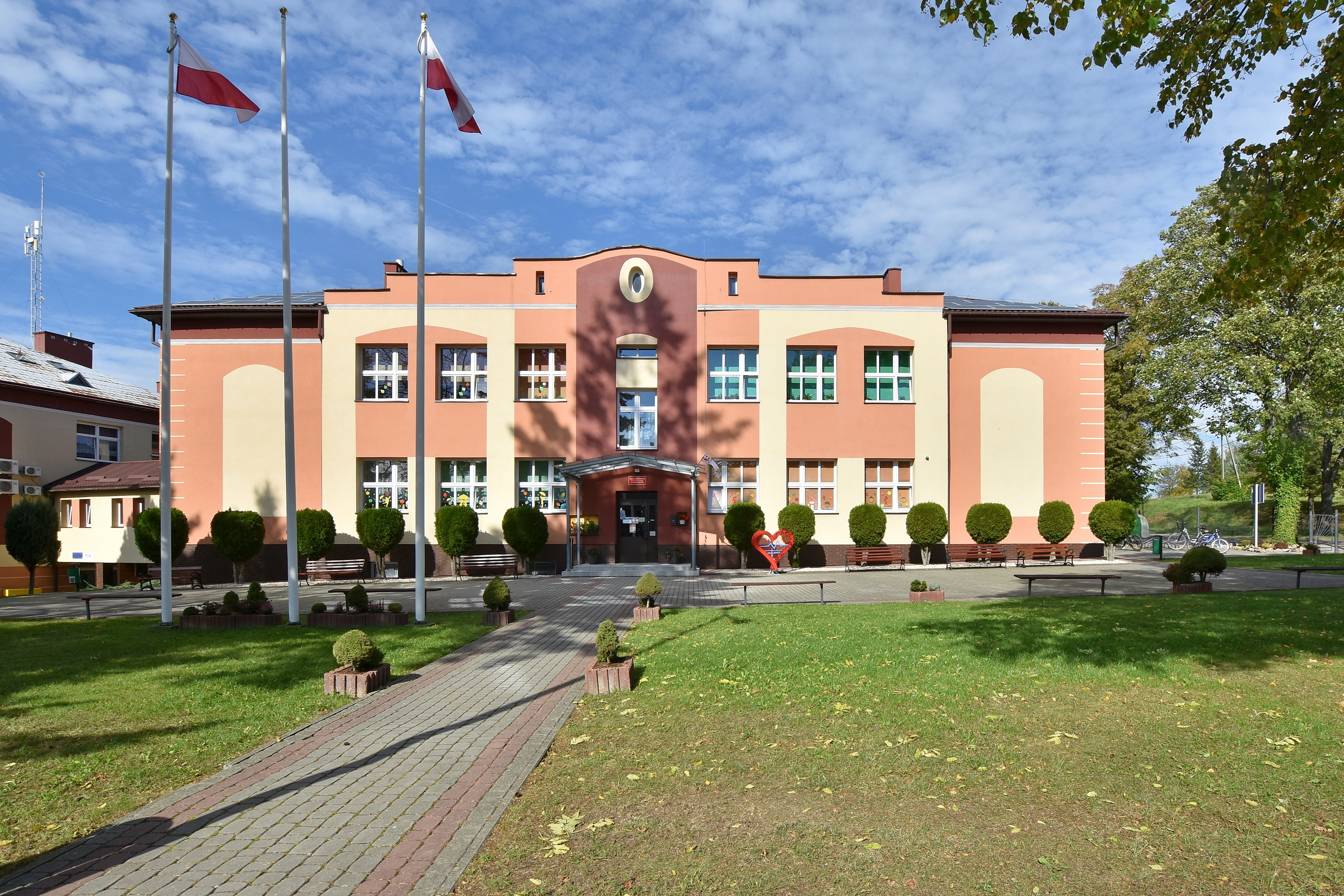
Szkoła
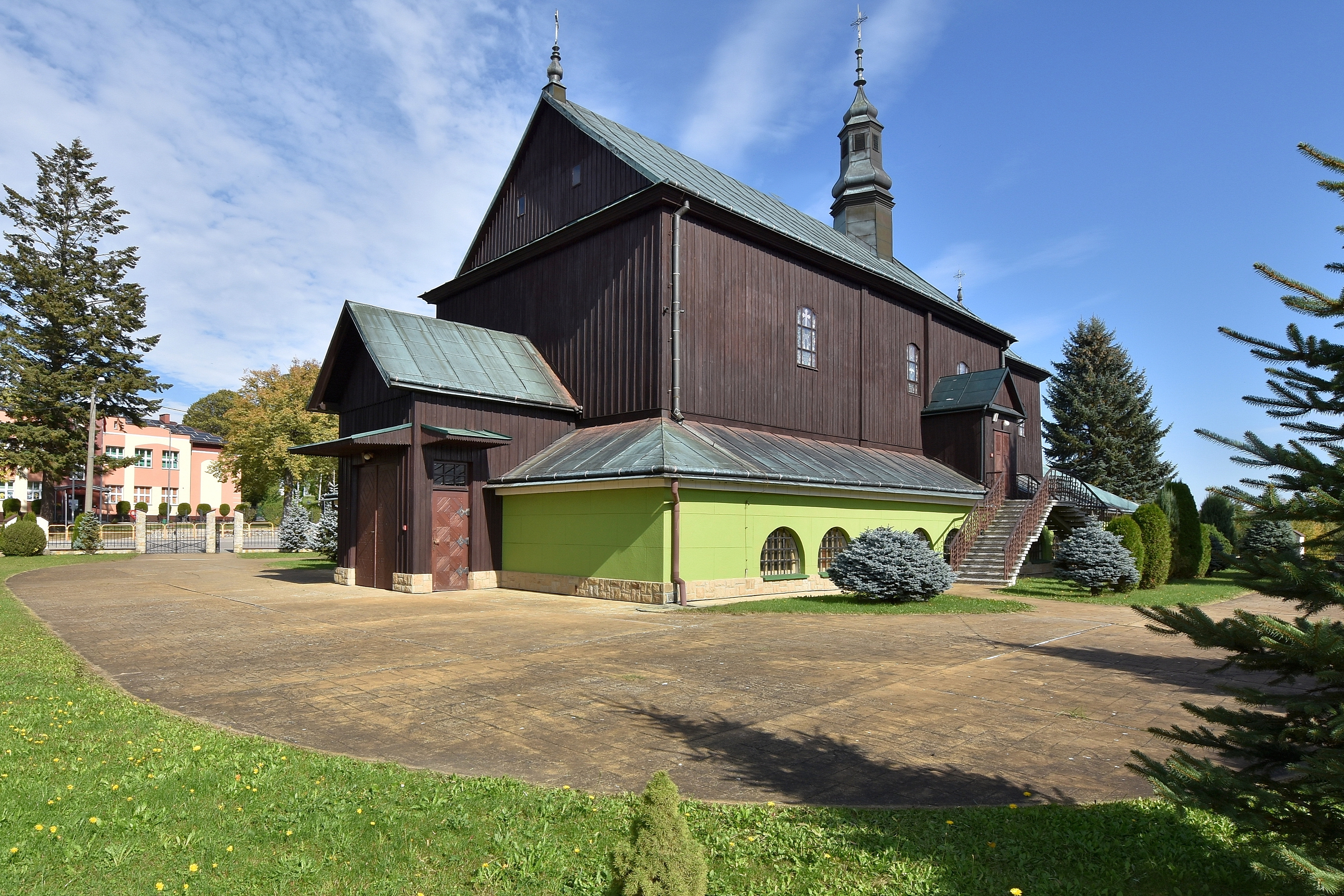
Zabytkowy kościół parafialny
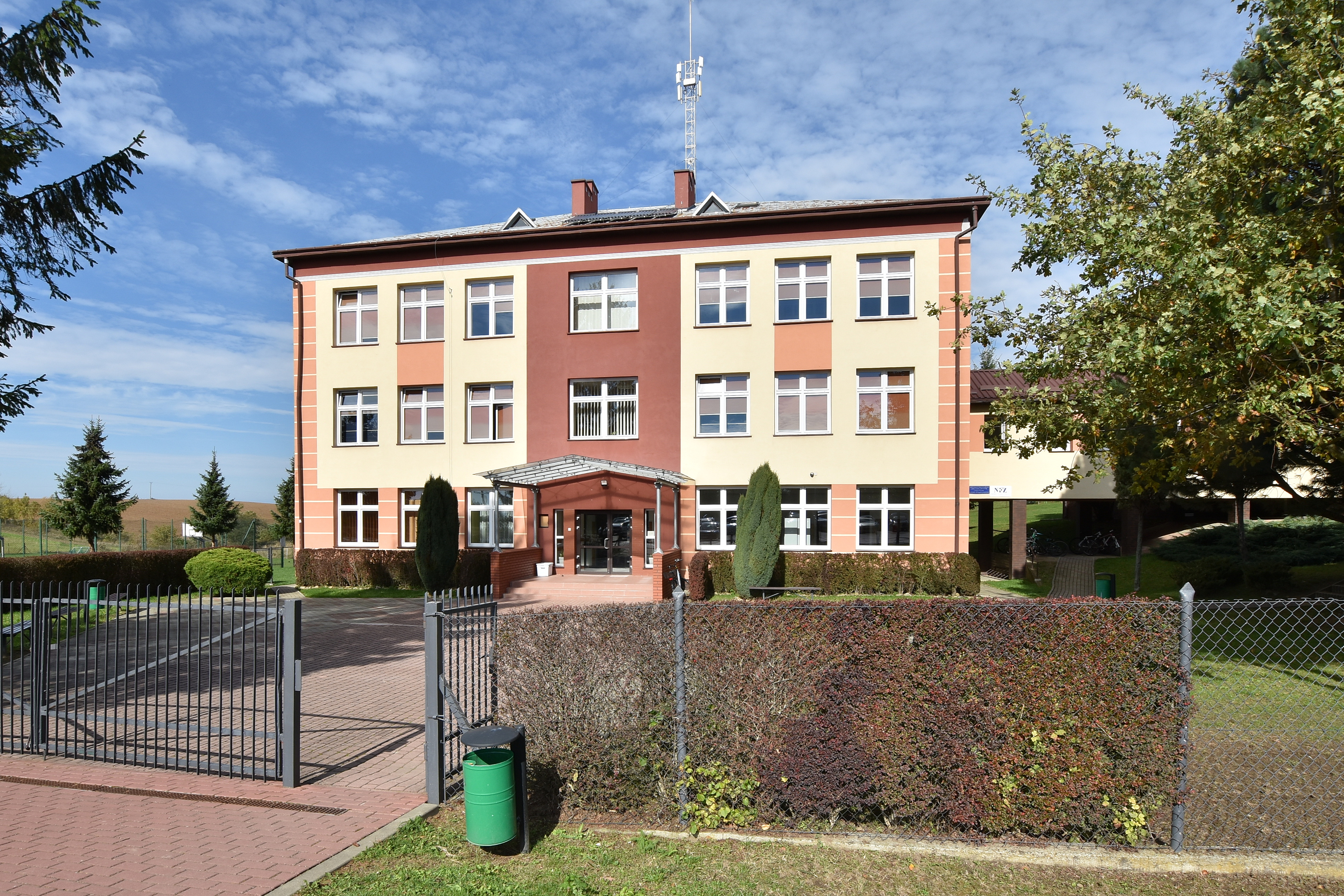

## Zabytki
- Kościół parafialny pw. św. Małgorzaty zbudowany w latach 1736–1740. Do budowy użyto drewna z rozbiórki starszej świątyni (na ścianach zachowane ślady późnośredniowiecznych zacheuszy). W II poł. XIX w. został rozbudowany (dobudowano kaplicę, przedłużono nawy). W latach 80. XX w. przeprowadzono gruntowny remont kościoła dokonując znacznego przekształcenia budowli. Wnętrze pokryto iluzjonistyczną polichromią z 1897 r. autorstwa Jana Tabińskiego. Polichromia kaplicy jest autorstwa Władysława Lisowskiego (1928). Organy wykonał prawdopodobnie Kamiński z Warszawy w 1947.
- Stary dany dwór Gołaszewskich z XVII w. – znajduje się w rozległym parku ze stawami. Można dostrzec jeszcze ziemne obwarowania. Niegdyś był to dwór obronny, nazywany twierdzą, wzniesiony na skarpie otoczony stawami.
- Liczne są kapliczki i figury przydrożne, pochodzące z końca XIX i XX wieku.

## Sport
- Partyzant Targowiska – klub piłkarski występujący aktualnie w klasie okręgowej Krosno. W sezonach 2010/2011 i 2011/2012 występował w 3. lidze lubelsko-podkarpackiej[6].

## Urodzeni w Targowiskach
- Paweł Staroń – major piechoty Wojska Polskiego.
- Józef Tarnawski – żołnierz AK i partyzantki antykomunistycznej